# 솔베이 굴브란센
솔베이 잉에르스다테르 굴브란센(노르웨이어: Solveig Ingersdatter Gulbrandsen, 1981년 1월 12일 ~ )은 노르웨이의 은퇴한 여자 축구 선수로 선수 시절 포지션은 공격수였다.

## 클럽 경력
솔베이 굴브란센은 1997년에 오슬로 남동쪽에 위치한 오페고르를 연고로 하는 여자 축구 클럽인 콜보튼에 입단하면서 톱세리엔 무대에 데뷔했으며 콜보튼 소속으로 활동하던 동안에는 톱세리엔 3회 우승, 노르웨이 여자컵 1회 우승에 기여했다. 2008년 12월에는 스타베크 포트발 크빈네르로 이적했다.
굴브란센은 2009년 12월에 미국 캘리포니아주 샌타클래라를 연고로 하던 미국 여자 프로 축구 소속 여자 축구 클럽인 FC 골드 프라이드에 합류했고 2010년 3월에는 FC 골드 프라이드의 감독 및 교육 과정 참여와 관련된 계약을 체결했다. 2010년 7월에 스타베크로 복귀했으며 2010 톱세리엔 시즌에서 스타베크의 우승에 기여했다. 2010 시즌 종료 이후에는 은퇴를 결정하고 볼레렝아의 보조 트레이너로 합류했다.
굴브란센은 자신의 2번째 자녀 출산으로 인해 한동한 활동을 중단했다가 2011 톱세리엔 시즌 후반에 볼레렝아에 복귀했다. 2011년에는 볼레렝아의 보조 선수 코치로도 활동했으며 2012년부터 2013년까지는 톱세리엔으로 승격한 볼레렝아의 주전 선수로 기용되었다. 2014년 9월에는 스타베크로 이적했고 2015년부터 2017년에 은퇴할 때까지 콜보튼 소속으로 활동했다.

## 국가대표 경력
솔베이 굴브란센은 1998년 6월 17일에 열린 독일과의 1999년 FIFA 여자 월드컵 유럽 지역 예선 경기에 처음 출전하면서 노르웨이 여자 축구 국가대표팀 선수로 데뷔했다. 미국에서 개최된 1999년 FIFA 여자 월드컵에서 노르웨이가 4위를 차지하는 데에 기여했으며 2000년 시드니 하계 올림픽에서 노르웨이의 여자 축구 금메달에 기여했다. 독일에서 개최된 UEFA 여자 유로 2001에서는 노르웨이의 준결승전 진출에 기여했고 미국에서 개최된 2003년 FIFA 여자 월드컵에서는 노르웨이의 8강전 진출에 기여했다.
굴브란센은 잉글랜드에서 개최된 UEFA 여자 유로 2005에 참가하여 스웨덴과의 준결승전 경기에서 2골을 기록하여 노르웨이의 결승전 진출에 기여했는데 노르웨이는 해당 대회에서 준우승을 차지했다. 중국에서 개최된 2007년 FIFA 여자 월드컵에서는 노르웨이가 4위를 차지하는 데에 기여했고 2008년 베이징 하계 올림픽에서는 노르웨이의 8강전 진출에 기여했다. 핀란드에서 개최된 UEFA 여자 유로 2009에서는 노르웨이의 준결승전 진출에 기여했지만 독일에서 개최된 2011년 FIFA 여자 월드컵은 자녀의 출산으로 인해 참가하지 않았다.
굴브란센은 스웨덴에서 개최된 UEFA 여자 유로 2013에서 노르웨이의 결승전 진출에 기여했다. 독일과의 결승전 경기에서는 후반전에 나온 노르웨이의 페널티킥 키커로 나섰으나 독일의 나딘 앙거러 골키퍼의 선방에 막혔고 노르웨이는 독일에 0-1 패배를 기록하면서 준우승을 차지했다. 캐나다에서 개최된 2015년 FIFA 여자 월드컵을 끝으로 국가대표팀에서 은퇴했다.

## 사생활
솔베이 굴브란센은 노르웨이의 전직 남자 축구 선수인 테리에 굴브란센과 노르웨이의 전직 리듬 체조 선수인 잉에르 엘리세 요한센의 딸이다. 굴브란센은 콜보튼 IL 여자 축구단에서 트레이너로 활동했던 에스펜 안드레아센과 결혼하여 2명의 자녀를 두었다. 2006년 6월 8일에는 첫째 아들인 테오도르를 출산했고 2011년 6월 19일에는 둘째 딸인 릴리를 출산했다.

## 수상

### 클럽
콜보튼
- 톱세리엔 3회 우승 (2002, 2005, 2006)
- 노르웨이 여자컵 1회 우승 (2007)

스타베크
- 톱세리엔 1회 우승 (2010)

### 국가대표
- 1999년 FIFA 여자 월드컵 4위
- 2000년 시드니 하계 올림픽 여자 축구 금메달
- UEFA 여자 유로 2001 4강
- 2003년 FIFA 여자 월드컵 8강
- UEFA 여자 유로 2005 준우승
- 2007년 FIFA 여자 월드컵 4위
- 2008년 베이징 하계 올림픽 여자 축구 8강
- UEFA 여자 유로 2009 4강
- UEFA 여자 유로 2013 준우승
- 2015년 FIFA 여자 월드컵 16강

### 개인
- UEFA 여자 유로 2013 올스타 팀 선정